# Antonia Katheder
Antonia Katheder (* 22. November 1993) ist eine deutsche Taekwondoin. Sie stammt aus Störzelbach, einem Gemeindeteil von Alesheim im mittelfränkischen Landkreis Weißenburg-Gunzenhausen. Sie ist Silbermedaillengewinnerin bei den 2010 erstmals in Singapur ausgetragenen Olympischen Jugend-Sommerspielen.
Die erst als Nachrückerin in die deutsche Mannschaft gekommene Antonia Katheder siegte im Auftaktkampf in der Gewichtsklasse bis 63 Kilogramm gegen eine Sportlerin aus Osttimor durch technischen K. o. und gewann zudem das Halbfinale gegen Frankreich. Im Finale, das sie mit 12:1 Punkten erreichte, unterlag Katheder, die für den TSV 1860 Weißenburg in Bayern startet, gegen Jeon Soo-yeon aus Südkorea mit 4:1 Punkten.
Antonia Katheder besuchte die leistungssportorientierte Bertolt-Brecht-Schule in Nürnberg.

## Weitere Erfolge
- 2003
  - 1. Platz Asiana Cup, Deutschland
  - 2. Platz der Bayerischen Meisterschaft

- 2004
  - 1. Platz Int.Children Championship, Deutschland

- 2005
  - 1. Platz der Bayerischen Meisterschaft
  - 1. Platz Int.Children Championship, Deutschland
  - 1. Platz Challenge Cup, Deutschland
  - 1. Platz La-Sila Open, Deutschland
  - 1. Platz Schwäbisch Open, Deutschland

- 2006
  - 1. Platz Int.Children Championship, Deutschland
  - 1. Platz Daedo Open, Deutschland
  - 2. Platz Park Pokal, Deutschland
  - 3. Platz Austrian Open, Österreich

- 2007
  - 1. Platz der Deutschen Meisterschaft
  - 1. Platz der Bayerischen Meisterschaft
  - 1. Platz Int. Dae Do Open, Deutschland
  - 2. Platz Austrian Open, Österreich
  - 2. Platz Int. Park Pokal, Deutschland
  - 1/4 Finale Europameisterschaft, Ungarn
  - 3. Platz Int.Children Championship, Deutschland

- 2008
  - 1. Platz der Bayerischen Meisterschaft
  - 1. Platz Int. Park Pokal, Deutschland
  - 1. Platz Flora Pokal, Deutschland
  - 1. Platz Int.Children Championship, Deutschland
  - 1. Platz Int.Keltencup Deutschland
  - 2. Platz der Deutschen Meisterschaft
  - 2. Platz Trelleborg Open, Schweden
  - 2. Platz NRW Masters, Deutschland
  - 3. Platz Austrian Open, Österreich
  - 3. Platz Croatien Open, Kroatien
  - 3. Platz Int. Dae Do Open, Deutschland

- 2009
  - 1. Platz der Bayerischen Meisterschaft
  - 1. Platz Trelleborg Open, Schweden
  - 1. Platz NRW Masters, Deutschland
  - 1. Platz Int.Park Pokal, Deutschland
  - 2. Platz German Open, Deutschland
  - 3. Platz Austrian Open, Österreich
  - 3. Platz Belgien Open, Belgien
  - 1/8 Finale Europameisterschaft, Schweden

- 2010
  - 1. Platz Int.NRW Masters, Deutschland
  - 1. Platz Int.Keltencup. Deutschland
  - 2. Platz 1.Jugendolympiade, Singapur
  - 2. Platz Berlin Open, Deutschland
  - 2. Platz der Bayerischen Meisterschaft
  - 3. Platz Belgien Open, Belgien
  - 3. Platz Deutsche Meisterschaft Junioren
  - 1/4 Finale Weltmeisterschaft, Mexiko

- 2011
  - 1. Platz Deutsche Meisterschaft Junioren
  - 1. Platz Int. Keltencup, Deutschland
  - 1. Platz Int.NRW Masters, Deutschland
  - 3. Platz Deutsche Meisterschaft Senioren
  - 3. Platz German Open, Deutschland